# Wandi
Wandi är en del av en befolkad plats i Australien. Den ligger i regionen Kwinana och delstaten Western Australia, omkring 27 kilometer söder om delstatshuvudstaden Perth.
Runt Wandi är det glesbefolkat, med 12 invånare per kvadratkilometer.. Närmaste större samhälle är Rockingham, omkring 17 kilometer sydväst om Wandi. 
Trakten runt Wandi består till största delen av jordbruksmark. Genomsnittlig årsnederbörd är 1 018 millimeter. Den regnigaste månaden är maj, med i genomsnitt 176 mm nederbörd, och den torraste är februari, med 9 mm nederbörd.